# Factor de necrosi tumoral alfa
El factor de necrosi tumoral alfa o TNF-α (per abreviatura de l'anglès tumor necrosis factor) o caquexina és una proteïna homotrimèrica. Forma part de la superfamília de proteïnes TNF, la qual engloba les TNF-α i les TNF-β, també conegudes com a linfotoxines. És una citocina proinflamatòria i, per tant, intervé en el procés inflamatori del sistema immunitari.
En ser una citocina proinflamatòria, és segregada principalment pels macròfags (cèl·lules que participen en el procés de defensa immunitària) tot i que també poden ser segregades per altres cèl·lules pertanyents al sistema immunitari que intervenen en processos inflamatoris i en reaccions de fase aguda, tals com els limfòcits T CD4+, les cèl·lules NK i els neutròfils. D'aquí s'extrau que el TNF-α és una peça fonamental en els mecanismes de la immunitat innata i adquirida. El senyal que indueix la seva síntesi pot ser donat per qualsevol agent aliè al cos humà. Així mateix, també està relacionat amb l'aparició d'una gran varietat de patologies.
Aquestes proteïnes s'expressen a la membrana cel·lular i tenen diverses funcions, com ara la regulació dels glòbuls blancs, la producció de febre, la inducció a l'apoptosi cel·lular i recentment s'ha descobert que també estan relacionades amb les lipoproteïnes de baixa densitat (LDL) produint-ne la lipòlisi. La seva funció més destacada, però, és l'acció citotòxica contra les cèl·lules tumorals específicament.
Aquesta proteïna pot expressar-se de dues formes diferents: en forma soluble i en forma transmembrana. En cada forma destaquen unes funcions vers l'organisme diferents. En la forma soluble destaca la funció d'amplificació de l'acció fagocítica i citotòxica en macròfags; mentre que en la forma transmembrana, la seva funció més destacable és la seva participació en processos inflamatoris.
Les TNF-α estan relacionades amb diverses malalties autoimmunitàries com ara l'artritis reumatoide i també amb altres malalties com el càncer, la SIDA, l'asma, malalties cardiovasculars, la diabetis, malalties inflamatòries, l'obesitat o el xoc sèptic. Per aquest motiu, aquesta proteïna té un gran interès científic i és molt estudiada en diversos laboratoris per utilitzar-la contra el càncer.

## Descobriment
La teoria que hi havia una resposta antitumoral del sistema immunitari va ser formulada per William B.Coley a finals del segle xix, en comprovar que, en pacients de càncer en els quals hi havia una regressió de la malaltia, coincidia que tenien també alguna infecció bacteriana, però no va poder aportar-hi proves per demostrar-ho. L'any 1968, Gale A. Granger, de la Universitat de Califòrnia, va trobar un factor citotòxic produït pels limfòcits, el qual va anomenar limfotoxina (LT). Simultàniament, Nancy Ruddle, de la Universitat Yale, va descobrir la mateixa activitat i va publicar-ho gairebé al mateix temps que Granger. Uns anys més tard, el 1975, Lloyd J. Old va descobrir un altre factor citotòxic produït per macròfags el qual va anomenar «factor de necrosi tumoral» (TNF). Els dos factors van ser descrits segons la seva habilitat per matar les cèl·lules L-929 del fibrosarcoma del ratolins.
Aquests conceptes van ser estesos a malalties sistèmiques l'any 1981 quan Ian A. Clark i Elizabeth Carswell, investigadors del grup de l'esmentat Old, van adonar-se que les proteïnes TNF podien tenir un paper en la malària aguda.
L'any 1984 es va aconseguir clonar els cDNA que codifiquen les limfotoxines i els TNF, i es va descobrir que són proteïnes similars. La vinculació del TNF amb el seu receptor i el posterior desplaçament per LT va confirmar l'homologia funcional entre aquestes dues proteïnes. A causa d'aquesta semblança, tant funcional com seqüencial, es va modificar el nom de les dues proteïnes, de manera que el TNF va passar a anomenar-se TNF-α i lesLT van passar a anomenar-se TNF-β. L'any següent, Bruce A. Beutler i Anthony Cerami van descobrir que la caquexina (hormona que indueix la caquèxia) era en realitat el TNF-α. Cerami també va descobrir la funció del TNF en el procés de patir un shock sèptic, així com els efectes terapèutics dels anticossos monoclonals anti-TNF-α.
Posteriorment es va descobrir que el TNF-α pot tenir un efect neuropotector i prevenir l'apoptosi de les neurones per un mecanisme en què intervé el factor NF-κB (factor nuclear potenciador de les cadenes lleugeres kappa de les cèl·lules B activades), el qual indueix a l'expressió de Mn-SOD i Bcl-2.

## Gen
La localització del gen que codifica la citocina TNF-α, també anomenada locus, es troba a la regió central del complex d'histocompatibilitat nº II, entre els gens HLA-B i el del factor C de complement 1 (HLA-D), en el braç curt del cromosoma 6 (6p21.3). Aquest locus té una varietat de llocs polimòrfics, tant a la zona codificant com a les zones properes.
Té una mida de 3,6 KB, conté 2762 nucleòtids i conté 4 exons, dels quals 3 se’n encarreguen de codificar per a cadascun dels monòmers que constitueixen la proteina i l'exó restant té la funció de codificar la proteïna precursora de 233 aminoàcids. Cada exó té una mida diferent, el primer comprèn 186 aminoàcids, el segon en conté 46, el tecer conté 48 aminoàcids i el quart en te 422. A més, aquest gen també conté 3 introns els quals encara es desconeix la seva funció dins l'organisme.
Actualment no s'han pogut traduir totes les parts components del gen, i se sap que les regions 5´ i 3´ (5´UTR i 3´UTR) falten per traduir. És per això que de la seva totalitat de 2762 nucleòtids, només 1722 estan totalment traduïts.
Aquest gen a més conté diversos polimorfismes d'un sol nucleòtid (variacions en la seqüència de l'ADN que només afecten a una base nitrogenada) distribuïts per la seva estructura, trobant la majoria a la regió promotora, molt pocs a la zona d'introns i exons i no s'ha trobat cap a les regions 5´ i 3´ (5´UTR i 3´UTR).
Tot i que els TNF-α i els TNF-β pertanyen a la mateixa familia de proteïnes, estan sintetitzades de manera independent.

## Estructura proteica

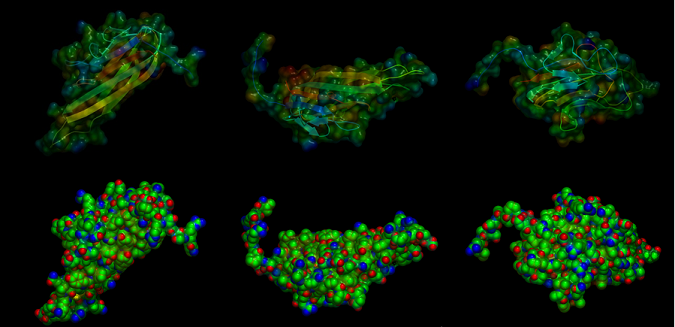
Predicció de l'estructura de cintes (a dalt) i de boles (a baix) del monòmer del TNF-α a partir de la seva seqüència d'aminoàcids.

El TNF-α és produït en dues formes: una precursora, que es troba unida a la membrana, i una altra de soluble (sTNF-α). El precursor unit a la membrana està constituït per una seqüència de 233 aminoàcids i pes molecular de 26 KDa. Aquest precursor s'acobla a la metaloproteasa (TACE) i passa a ser sTNF-α, amb 157 aminoàcids i un pes molecular de 17 KDa. Per ser funcional, el TNF-α ha de formar un homotrímer de sTNF-α, de 51 KDa.
El polimorfisme del TNF-α s'expressa de dues formes diferents: la primera comprèn els polimorfismes mononucleòtics (sNPS, de l'anglès, single nucleotide polymorphisms), els quals representen canvis d'un nucleòtid; i la segona, és el DNA microsatèl·lit, que es distribueixen a través del genoma. Aquests microsatèl·lits són seqüències repetitives de DNA no transcrites i de longitud variable que s'ubiquen a regions no codificants, amb la possibilitat d'alterar el plegament del DNA i la posterior conseqüència transcripcional.
Quan l'estructura adopta la seva conformació de membrana, el TNF-α adopta la forma d'una proteïna de membrana del tipus II. Aquesta consta de tres parts: una primera, que es troba al citoplasma; una α-hèlix a l'espai intermembranós; i una tercera d'extracel·lular. Tant a la cara citoplasmàtica com a l'extracel·lular, hi predomina la forma de làmina β, tot i que gran part de la cèl·lula no té una estructura fixa.

## Funció
El TNF-α és una potent citocina amb múltiples funcions cel·lulars que s'ha relacionat de manera crítica amb la patogènesis de diverses malalties inflamatòries cròniques tals com la produïda pel VIH i també malalties autoimmunitàries com ara l'artritis reumatoide, l'asma, l'espondiloartritits anquilosant, el càncer o trastorns neurodegeneratius com ara l'alzheimer.
La molècula TNF-α és secretada per cèl·lules del sistema immunitari a conseqüència de l'estimulació per part de lipopolisacàrids provinents de bacteris i de la presència d'autoantígens i d'antígens vírics (com les proteïnes de membrana del VIH). D'entre les cèl·lules que secreten la citocina, les més importants són els macròfags, els monòcits, els neutròfils, els limfòcits T i els limfòcits NK. Pel que fa als limfòcits T, només els que expressen CD4 a la superfície alliberen el TNF, ja que els limfòcits TCD8+ gairebé no en secreten.
Tanmateix, la síntesi del TNF-α també pot ser induïda quan s'inicia la resposta immunitària per altres citocines proinflamatòries: IFN, IL2, GM-CSP o PAF entre d'altres. Alhora, la producció de la citocina pot ser aturada per factors antiinflamatoris tals com IL6, TGF-β, la vitamina D3, la prostaglandina E2, la ciclosporina i els antagonistes del PAF.
Un cop secretat, el TNF alfa mostra una varietat molt important d'activitats biològiques. S'ha observat que tant la forma TNF-α soluble com la transmembrana poden exercir un paper en la inflamació: la unida a la membrana ho fa de forma local i depèn de la interacció entre cèl·lules (cell to cell contact) mentre que la soluble exerceix les seves funcions a distància de les cèl·lules que la sintetitzen. Les dues regulen esdeveniments biològics fonamentals de les cèl·lules tals com l'activació dels leucòcits o l'alliberació de diverses quimiocines i citocines per a ampliar la resposta immunològica.
El correcte funcionament de la citocina en les seves dues conformacions depèn de la interacció amb els receptors de membrana TNFR1 i TNFR2, que s'ha vist que es troben en la majoria de cèl·lules amb nucli. Les vies de senyalització induïdes pel TNFR2 no han pogut ser caracteritzades com les del TNFR1, però s'ha vist que el TNF-α podria tenir preferències per unir-se a aquest en comptes de TNFR1. Alhora, s'ha comprovat que el R2 pot executar funcions tan compartides com oposades en respecte a aquelles realitzades per R1 i podria estar involucrat activament en la patogènesis de malalties inflamatòries.

### Funcions del TNF-α soluble
La forma soluble del TNF-α senyalitza a través dels dos receptors trimèrics que es troben a la membrana cel·lular, tan TNFR1 com TNFR2. Les funcions que pot realitzar mitjançant la interacció amb aquests receptors queden resumides a la Taula 1. En interaccionar amb aquests, la proteïna és capaç d'amplificar l'activitat fagocítica i citotòxica en granulòcits i macròfags, modular l'expressió d'altres citocines i factors solubles com IL1 i IL6 en altres cèl·lules del sistema immunitari i d'altres múltiples funcions.
TNF-α es troba de forma predominant ens els monòcits i limfòcits T després de la seva activació en processos immunitaris, on controla la destrucció cel·lular mitjançant un sistema de contacte entre receptors de membrana.
S'ha comprovat que la combinació de TNF alfa amb IL1 in vivo és responsable de la disfunció i alteració de l'endoteli i per tant, contribueix en la patogènesis de les malalties cardiovasculars. Ha estat demostrat que l'augment de l'expressió de TNF-α circulant té un paper principal en la interrupció de la circulació micro i macrovascular i, per tant, intervé en processos trombòtics.
També pot actuar com a quimiocina, atraient els neutròfils als llocs d'infecció i ampliant la resposta de quimiotaxi de diverses cèl·lules del sistema immunitari mitjançant la inducció de síntesi d'altres citocines quimioatraients com IP-10.
Tot i que el TNF inhibeix el creixement de les cèl·lules de l'endoteli en condicions in vitro, en vivo fomenta l'angiogènesi, funció que és inhibida significativament per IFN-γ.
En les cèl·lules progenitores dels leucòcits i els limfòcits, el TNF promou la seva diferenciació i proliferació en altres cèl·lules més especialitzades mitjançant l'estimulació de l'expressió d'HLA del tipus II, IL1, CMF (de l'anglès, colony stimulating factors) i IFN-γ. En absència de IL2, el TNF-α s'encarrega de la proliferació dels limfòcits T. Existeixen algunes subpoblacions de limfòcits T que, com els limfòcits B, només són capaços de respondre i proliferar en presència simultània de IL2 i TNF-α. Per tant, la citocina regula part de la immunitat regulada per cèl·lules (o immunitat específica) en contra d'organismes patogènics.
Un altre exemple de la intervenció de TNF-α en el sistema immunitari és el cas de les cèl·lules de Langerhans. Per a realitzar les seves funcions, aquestes cèl·lules depenen de diversos factors solubles, ja que no són capaces d'iniciar la resposta immunitària primària després de la detecció de l'antigen. L'única forma de convertir-se en cèl·lules dendrítiques immunoestimulades és mitjançant les citocines GM-CSF i IL-1. Com a conseqüència, aquestes cèl·lules esdevenen un reservori de cèl·lules dendrítiques immunitàriament immadures i potencialment actives. L'habilitat de les Langerhans madures per processar els antígens com a cèl·lules presentadores d'antigen és reduïda dràsticament pel TNF-α.
Tot i que la secreció de TNF-α és requerida en baixes concentracions en la majoria de processos immunitaris que es produeixen de forma recurrent en l'organisme, la seva sobreexpressió pot tenir conseqüències patològiques importants. Per exemple, en les persones infectades pel VIH que desenvolupen un estat inflamatori crònic, s'ha pogut relacionar l'elevada concentració de certes citocines, entre les quals s'inclou TNF-α, amb una resposta afeblida en la recuperació dels limfòcits T CD4+ després de ser sotmeses a teràpia antiretroviral de gran activitat (TARGA). És a dir, s'ha comprovat que existeix una diferència significativa entre les concentracions de TNF-α en individus discordants (que no arriben a recuperar les 350Tcell/μl) i individus concordants a TARGA (que superen les 500Tcell/μl). La concentració en plasma de la citocina és més grossa en el primer cas.
| Amplificadora                                  | - de l'activitat fagocítica i citotòxica de granulòcits i macròfags. - de la secreció d'altres citocines en cèl·lules del sistema immunitari. |
| Citolisi                                       | - de cèl·lules infectades per patògens mitjançant sistemes de comunicació cel·lular (cell-to-cell signaling).                                 |
| Disfunció endotelial                           | - Mort cel·lular |
| Angiogènesi                                    | - Formació de vasos sanguinis a partir d'aquells preexistents                                                                                 |
| Quimiotaxi                                     | - de cèl·lules al lloc de la infecció. |
| Diferenciació                                  | - de les cèl·lules del llinatge mieloide i limfoide en cèl·lules més especialitzades.                                                         |
| Proliferació                                   | - de leucòcits i limfòcits. |
| Regulació de la resposta immunitària cel·lular | - Mitjançant la potenciació i divisió dels limfòcits T i B específics per a cert antigen.                                                     |
| ---------------------------------------------- | --- |

### Funcions del TNF-α transmembrana
La citocina, en la seva conformació transmembrana, se situa a la superfície de les cèl·lules que la produeixen interaccionant amb els receptors TNF d'altres cèl·lules, cosa que contribueix a la regulació de la inflamació local mitjançant la comunicació cel·lular (cell-to-cell signaling). L'expressió de la proteïna transmembrana en diferents tipus cel·lulars podria contribuir en efectes fisiològics i patològics tals com els que es mostren en la Taula 2.
Dintre de les funcions com a lligand, destaquen la seva activitat citotòxica mitjançant la inducció d'apoptosi, la defensa local en contra de patògens intracel·lulars i l'activació de limfòcits T mitjançant l'estimulació de producció d'HLA.
| OBJECTIU                         | FUNCIÓ                                                                           |
| Cèl·lules tumorals               | Citotoxicitat                                                                    |
| Limfòcits infectats pel VIH      | Mort cel·lular                                                                   |
| Macròfags infectats per paràsits | Inhibir el creixement dels patògens intracel·lulars                              |
| Infecció per Mycrobacterium      | Migració dels macròfags i limfòcits T, formació de granuloma                     |
| Monòcits                         | Producció de IL-10                                                               |
| Limfòcits B                      | Proliferació i producció d'Ig                                                    |
| Limfòcits T                      | Producció d'HLA-DR, expressió de CD25 i producció de GM-CSF                      |
| Limfòcits NK                     | Increment de l'activitat citotòxica                                              |
| Cèl·lules endotelials            | Mort cel·lular, adhesió de molècules i producció de citocines pro-inflamatòries. |
| Cor                              | Hipertròfia cardíaca                                                             |
| Pulmó                            | Inflamació intersticial                                                          |
| Fetge                            | Hepatitis                                                                        |
| Teixit adipós                    | Inhibició de diferenciació dels adipòcits, resistència a la insulina             |
| -------------------------------- | -------------------------------------------------------------------------------- |

El TNF-α transmembrana pot actuar també com a receptor. Les cèl·lules que el produeixen poden executar la seva activitat biològica quan la proteïna s'uneix amb els receptors TNFR1 i TNFR2 d'altres cèl·lules. Llavorns, el TNF-α transmembrana indueix un senyal anomenat senyal invers (outside-to-inside signal), cosa que significa que la via de senyalització es produeix cap a l'interior de la cèl·lula que conté el TNF-α i no cap a la cèl·lula amb la qual està en contacte, que és el que succeeix quan actua com a lligam. Tot i que es desconeix amb exactitud la funció d'aquests senyals, es suposa que contribueixen en la pleiotropia de la citocina i en les activitats de la cèl·lula en la resposta immunitària, induint certes funcions en les cèl·lules del sistema immunitari tal com es mostra en la Taula 3.
| Cèl·lules que expressen tmTNF-α | Funció                                                                               |
| Limfòcits T                     | - Producció de IL-2 i IFN-gamma. - Resposta en contra de cèl·lules de l'endoteli     |
| Monòcits/Macròfags              | - Disminució dels nivells de TNF-α soluble, IL-6, IL1 i IL-10. - Producció de TNF-α. |
| Limfòcits NK                    | - Augment de la citotoxicitat mitjançant la síntesi de perforines                    |
| ------------------------------- | ------------------------------------------------------------------------------------ |

### Utilitats clíniques
El TNF-α ataca específicament les cèl·lules malignes, al contrari que molts agents quimioteràpics, que no discriminen les cèl·lules sobre les quals actuen. Estudis que utilitzen ratolins immunodeficients (els quals són susceptibles a la proliferació de tumors i, per tant, útils per conèixer el funcionament del sistema immunitari i investigar sobre nous fàrmacs) han demostrat que el TNF-α té efectes citotòxics i citostàtics sobre xenotransplantaments subcutanis d'humans en ratolins i també sobre la metàstasi de ganglis limfàtics, és a dir, hi provoca una inflamació. També té efectes en cèl·lules immunitàries, com neutròfils, macròfags i limfòcits T, modulant la seva funció (s'anomenen també «modificadors de resposta biològica»).
Les aplicacions clíniques del TNF com a agent antineoplàstic en pacients amb tumors malignes en fase avançada no han tingut massa èxit fins ara a causa de la resistència i la toxicitat del TNF. Només se’ls podria administrar TNF de manera segura en una dosi en què l'efecte antitumoral compensés la seva toxicitat, per evitar que es produís un shock (síndrome de resposta inflamatòria sistèmica) o bé caquèxia (estat d'extrema desnutrició). Per al tractament d'alguns tumors, caldria combinar el TNF amb IFN-γ o IL-2, ja que aquests també tenen efectes citotòxics o immunomoduladors. Per al seu control, es pot aplicar TNF intratumoral.
Una altra de les funcions que té és augmentar l'agressivitat de les cèl·lules LAK (o cèl·lules K activades per limfocines; en anglès, lymphokine-activated killer cells), induïdes per limfòcits T i amb acció lítica contra gran varietat de cèl·lules tumorals. En canvi, hi ha casos en què el TNF ha de ser inhibit, per exemple, en malalts d'artritis, tal com demostren estudis fets amb animals en els quals s'ha induït aquesta malaltia. Com que el TNF es troba al líquid sinovial dels pacients d'artritis, els inhibidors de TNF poden ser útils per minvar els efectes d'aquesta malaltia. Per altra banda, aquests inhibidors també redueixen l'efecte del síndrome de resposta inflamatòria sistèmica.
Es coneix el TNF-α per ser un important modulador autocrí, és a dir, actua com un mecanisme de control del creixement en el qual els productes de la reacció regulen el procés que els crea, promovent la supervivència de les cèl·lules piloses de leucèmia (hairy cells o bé tricholeukocytes, que es troben a la sang dels malalts de leucèmia, són limfòcits B clonals tardans en estat d'activació cel·lular, i deuen el seu nom a les vellositats citosòliques que tenen a la membrana cel·lular). Pot ser decisiu, per tant, en la patogènesi d'aquesta malaltia. El TNF-α indueix una millora significativa en la metàstasi al pulmó i, en dosis baixes, durant la teràpia de citocines, redueix el potencial metastàtic de les cèl·lules tumorals circulants. Quan es fa una transducció de cèl·lules tumorals (que prèviament hagin estat dissenyades per segregar factor estimulant de colònies de granulòcits i macròfags murins) amb un gen de TNF-α funcional, aquest procés provoca un rebuig de les cèl·lules modificades genèticament per hostes singènics (isogènics o antigènicament similars). La transferència de gens de citocines són, doncs, una mena de vacuna contra el càncer.
El TNF-α també protegeix els progenitors hematopoètics (cèl·lules pluripotents que no tenen capacitat total de diferenciació, perquè n'han perdut respecte a les totipotents, ni tampoc d'autorenovació), contra els agents citotòxics i d'irradiació, així que té aplicacions terapèutiques en aplàsia (desenvolupament incomplet o absència congènita d'un òrgan o teixit) induïda per la quimioteràpia o en el trasplantament del moll de l'os. La malaltia de Crohn ha estat tractada amb anticossos monoclonals dirigits contra el TNF-α, i s'ha aconseguit la seva remissió completa durant uns mesos i dels que van recaure, el 93% dels tractats amb anti-TNF-α va recuperar-se).